# Saint-Pouange
Saint-Pouange è un comune francese di 1 095 abitanti situato nel dipartimento dell'Aube nella regione del Grand Est.

## Società

### Evoluzione demografica
Abitanti censiti